# Sân Vua Cùi
Sân Vua Cùi nằm trong khu phức hợp các cụm di tích trong kinh thành Angkor Thom. Đền được xây dựng vào thế kỷ 15 và theo phong cách Bayon dưới triều vua Jayavarman VII.

## Vị trí
Từ cổng chính kinh thành Angkor Thom, dùng xe điện để đi vào đền. Sau khi đi qua đền Bayon và Baphuon, sẽ đến Sân Voi. Sân Vua Cùi nằm cuối của dãy hành lang, sau khi đi hết Sân Voi.

## Miêu tả

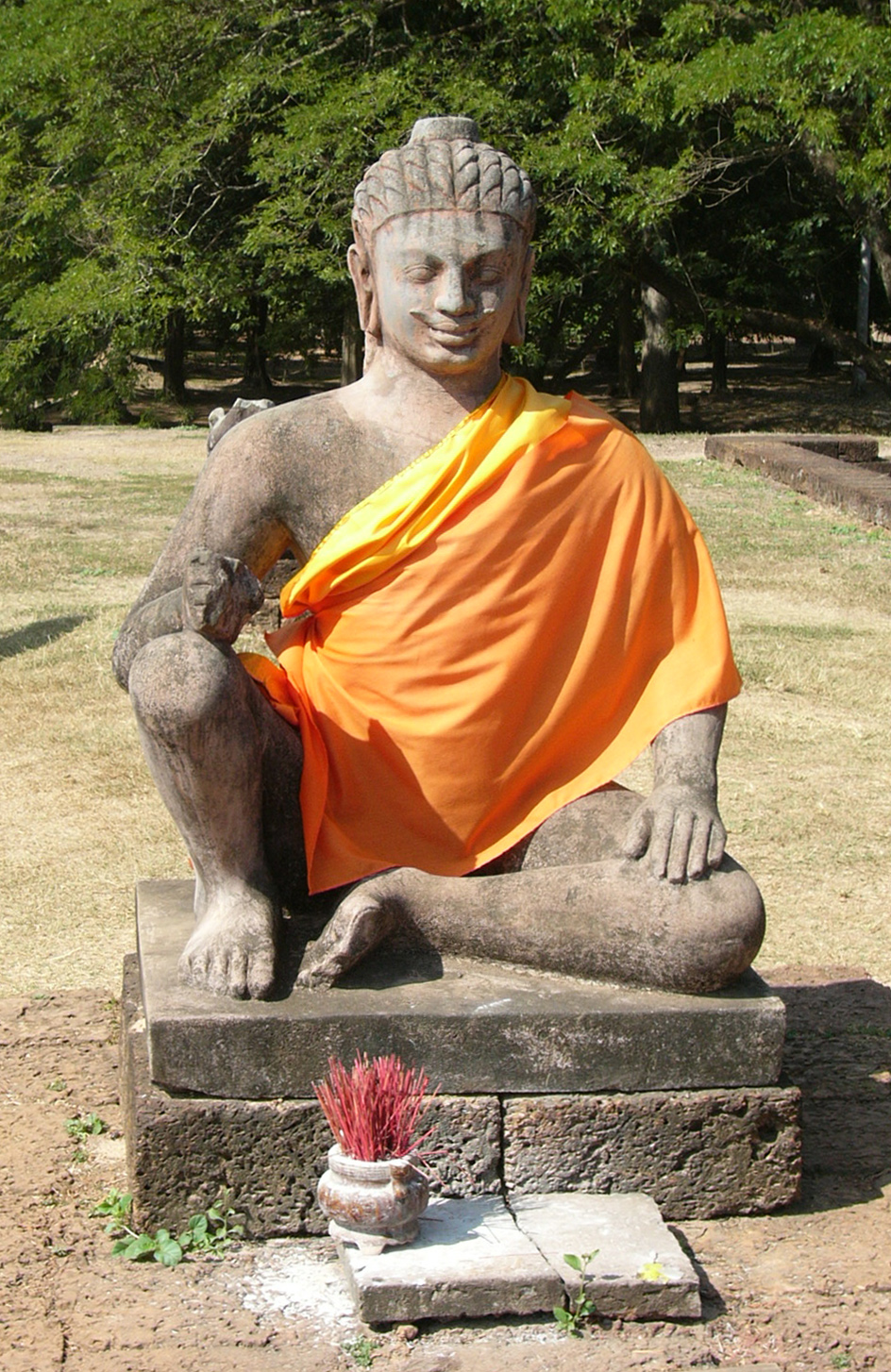
Bức tượng Vua Cùi đặt ở sân, bức tượng này chỉ là bản sao

Sân Vua Cùi độc đáo bởi tên gọi của nó cũng như bởi các điêu khắc trang trí. Tên gọi trên có lẽ từ một pho tượng Vua Cùi đặt trên nền sân. Bức tượng ngày nay chỉ là bản sao, bản chính đã được chuyển về đặt tại Viện bảo tàng Quốc gia Phnom Penh. Bức tượng nhà vua được mô tả trong tư thế ngồi với chân phải co lên, một tư thế mà một số nhà nghiên cứu lịch sử mỹ học cho là làm theo phong cách Java.
Có nhiều huyền thoại và bí ẩn bao quanh cái tên Vua Cùi. Giả thuyết tồn tại rất lâu cho rằng Jayavarman VII là một người hủi và đó là lý do khiến ông đã cho xây rất nhiều bệnh viện trên khắp đế chế của mình nhưng giả thuyết này không có những căn cứ lịch sử xác đáng. Chính Chu Đạt Quan, một vị sứ thần Trung Hoa lúc bấy giờ, khi đặt chân lên đây đã miêu tả rằng trên toàn kinh thành Angkor và rải rác khắp đất nước Campuchia Jayavarman VII đã cho xây dựng gần ngàn bệnh viện cùng với các trạm gác chằng chịt khắp nơi trên Đế quốc Khmer. Một số nhà sử học cho rằng bức tượng đó là Kubera, vị thần của sức khỏe, hoặc Yasovarman I, cả hai đều nhiễm bệnh hủi. Một ý kiến khác dựa trên một đoạn văn tự khắc trên bức tượng mang phong cách thế kỷ 14 hoặc 15 có thể dịch là một hiện thân của Yama, thần chết hay vị thần phán xử. Lại có giả thuyết khác cho rằng bức tượng Vua Cùi có tên gọi này là vì những vết địa y mọc trên thân tượng. Tư thế của cánh tay, mà nay đã bị mất, cũng cho thấy nó đang giữ một vật gì đó.

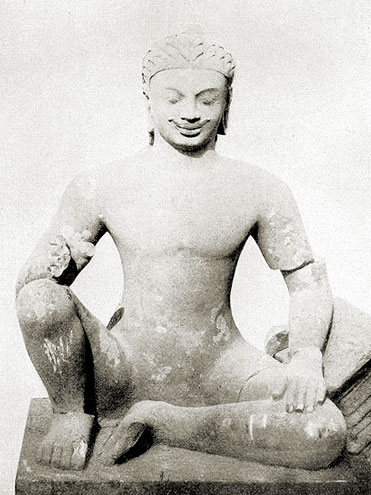
Bức tượng Vua Cùi chính - hiện đặt tại viện bảo tàng quốc gia Phnôm Pênh

Nhà nghiên cứu Coedès tin rằng hầu hết những đền thờ Khmer đều là những mộ thờ và di thể của các vị vua được gửi thác nơi đây sau khi hỏa thiêu. Do đó ông cho rằng lăng mộ của hoàng gia được đặt ở Sân Vua Cùi. Bức tượng, mô tả hình ảnh thần chết, được đặt ở giữa sân vì lý do trên. Vẫn có một giả thuyết khác xuất phát từ một huyền thoại ghi trong sử biên niên Campuchia kể về một vị đại thần từ chối quy phục nhà vua, người đã đâm ông ta bằng thanh gươm của mình. Nước bọt độc của ông ta rơi lên mình nhà vua, biến vua trở thành một người hủi và sau đó được mệnh danh là Vua Cùi.
Sân Vua Cùi đặt trên một nền hình vuông mỗi cạnh 25 m, cao 6 m. Các cạnh của cái nền đá ong này được ốp sa thạch và trang trí bởi những mảng phù điêu chia thành 7 dải ngang. Bức tường ngoài mô tả những sinh vật trong thần thoại – rắn thần, garuda, những người khổng lồ nhiều tay cầm gươm và chùy cùng những người đàn bà để trần thân trên đội mão hình ngọn lửa. Bức tường bên trong có những phù điêu trang trí rất ấn tượng. Nội dung của chúng tương tự với những phù điêu ở tường ngoài và những trụ thấp chạm hình cá, hình voi và một dải ngang diễn tả một con sông.
Chính những bức tường điêu khắc chia làm 7 tầng và chạm trổ tinh xảo và khắc họa cuộc sống của người dân, cá, hoa, cây cỏ, v.v. Tầng cuối của bức tường điêu khắc hình ảnh các vị thần cưỡi các con vật dưới biển, tay cầm vật thiêng.